# والتر جاكوب
والتر جاكوب (بالإنجليزية: Walter Jacob)‏ (13 مارس 1930 – 20 أكتوبر 2024) هو حاخام أمريكي، ولد في 13 مارس 1930 في آوغسبورغ في ألمانيا. شغل منصب رئيس منظمات مثل المؤتمر المركزي للحاخامات الأمريكيين والاتحاد العالمي لليهودية التقدمية. كتب جاكوب كتابًا بعنوان "المسيحية من خلال عيون يهودية" في عام 1974، مما أدى إلى حوار بين الأديان. أسس معهد سولومون ب. فريهوف للهلاخاه التقدمية في عام 1991، وهو منتدى دولي للقانون اليهودي في عام 1991. في ألمانيا، شارك في تأسيس كلية أبراهام جيجر، أول معهد حاخامي في أوروبا الوسطى منذ الهولوكوست، في عام 1999.